# Estación Washington (Guadalajara)
Washington es la undécima estación de la Línea 1 del Tren Ligero de Guadalajara en sentido norte a sur, y la décima en sentido opuesto; está situada en el extremo sur del tramo subterráneo que comprende dicha línea.
Hace años, cuando el túnel vial bajo la Calzada del Federalismo servía para el Trolebús (antecesor del Tren Ligero), la autovía principal hacia el sur de la estación (después del cruce con Av. España) se llamaba precisamente Av. Washington; en honor al primer presidente de EE. UU. (luego se llamó Av. Santa Edwinges, y actualmente se llama Circunvalación Agustín Yáñez).
La estación presta servicio a la zona colonial de La Moderna. Su logotipo es el busto de George Washington.

## Puntos de interés
- Templo del Perpetuo Socorro
- Monumento de la República Mexicana representado como fuente en La Plaza de La Federación
- Televisa Guadalajara

- Datos: Q6166478